# Élections législatives béliziennes de 2025
Les élections législatives béliziennes de 2025 ont lieu le 12 mars 2025 afin de renouveler les 31 membres de la Chambre des représentants du Belize.
Le scrutin est notamment marqué la division du Parti démocratique uni (UDP). Bien que Moses Barrow soit officiellement le chef du parti, Tracy Panton revendique aussi cette position, entraînant des candidatures multiples dans certaines circonscriptions avec la présentation de 41 candidatures dans 27 circonscriptions.
Les résultats aboutissent à une victoire Parti uni du peuple (PUP) qui conserve sa majorité absolue de 26 sièges sur 31. Le taux de participation s'élève à 64,8 %, soit le plus bas depuis l'indépendance du pays en 1981. Le Premier ministre sortant, Johnny Briceño (PUP), est reconduit dans ses fonctions pour un second mandat dès le lendemain des élections.

## Contexte

### Élections législatives de 2020

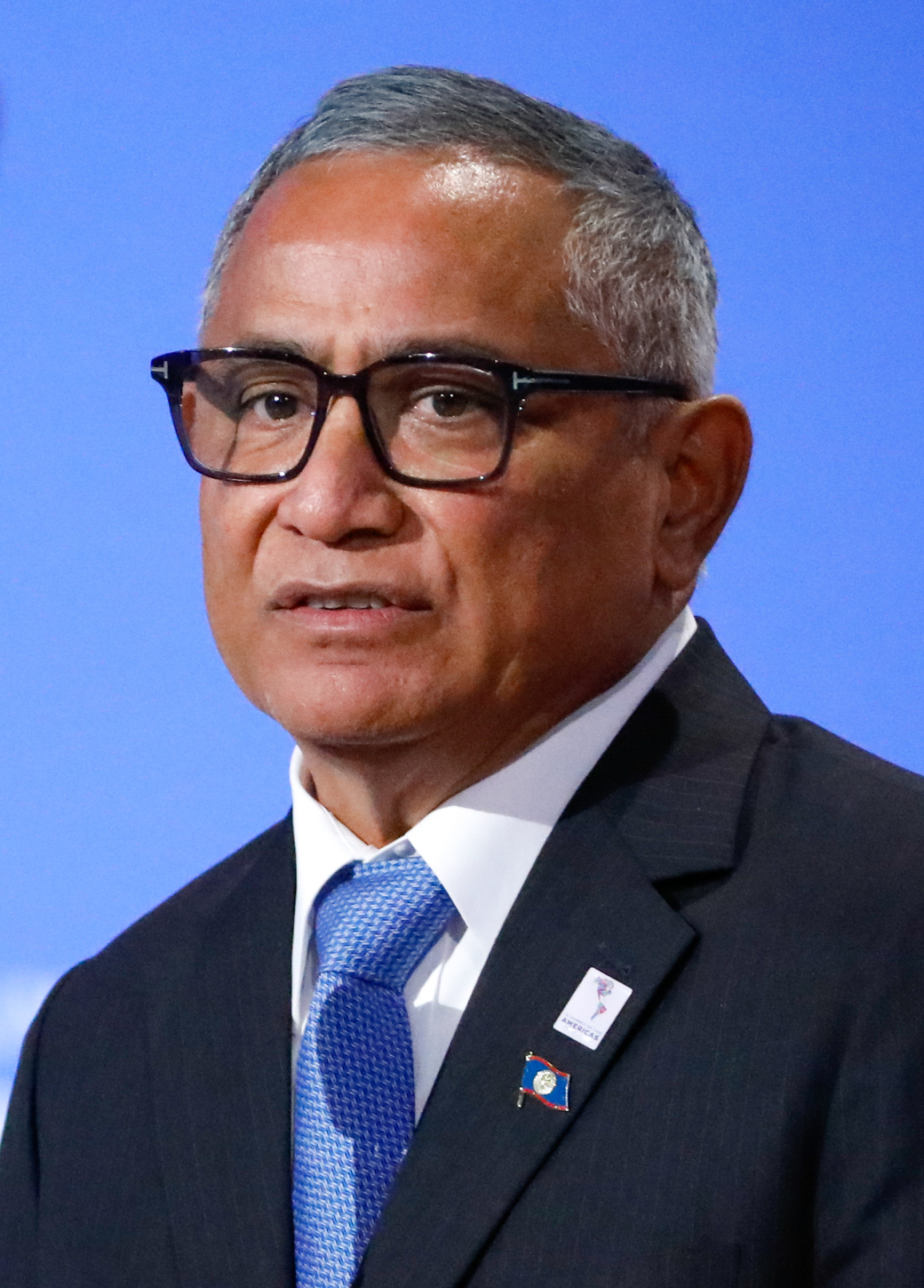
Johnny Briceño.

Les élections législatives de novembre 2020 amène à une alternance avec la victoire du Parti uni du peuple (PUP) mené par le chef de l'opposition Johnny Briceño, qui remporte une majorité absolue de 26 sièges sur 31 contre seulement 5 pour le Parti démocratique uni (UDP) du Premier ministre sortant Dean Barrow. Barrow concède la défaite de son parti dès le soir du scrutin en appelant Briceño, pour le féliciter de la victoire de sa formation. Ce dernier lui succède le 12 novembre et devient le  cinquième Premier ministre depuis l'indépendance du pays en 1981,.
Le mandat de Briceño est notamment marqué par ses prises de positions en faveur de l'instauration de la république au Belize. En juillet 2021, son gouvernement fait adopter une loi établissant un mandat fixe de sept ans pour le gouverneur général du Belize. Au cours du débat sur le projet, il déclare que le Belize doit commencer à envisager le remplacement de la monarchie par une république. Le 4 mai 2023, il critique le refus de Rishi Sunak de présenter des excuses pour le rôle du Royaume-Uni dans la traite transatlantique des esclaves et déclare qu'il est « très probable » que le Belize devienne le prochain royaume du Commonwealth à devenir une république. Toutefois, Briceño se heurte à une partie de l'opinion publique défavorable à cette idée, qui estime que le pays n'est pas prêt à devenir une république ou que ce changement doit se faire par référendum.
Le 22 janvier 2025, Briceño annonce son intention de briguer un second et dernier mandat en tant que Premier ministre.

### Conflit interne au sein de l'UDP
Le 24 janvier 2022, Patrick Faber, le chef de l'UDP, annonce sa démission de ses fonctions à compter du 31 janvier, après avoir été mis en cause dans une affaire de violence conjugale à l'égard de sa fiancée. Il est remplacé le 27 mars par Moses Barrow, fils de l'ancien Premier ministre Dean Barrow et ancien rappeur connu sous le nom de scène de « Shyne » en ayant fait carrière aux États-Unis avant de s'engager en politique à son retour au Belize en 2020. Il remporte l'élection à la tête du parti de seulement trois voix face à Tracy Panton, soutenue par Patrick Faber. Cette faible marge de victoire amène à des tensions avec les partisans de Panton qui contestent la direction de Moses Barrow. À partir de 2024, Barrow est critiqué en interne pour les mauvais résultats de l'UDP aux élections municipales de 2024, où le parti ne remporte que six sièges de conseillers municipaux, et pour l'échec lors de l'élection législative partielle dans la circonscription de Toledo East,.
En mars 2024, Barrow décide de remplacer la deuxième chef adjointe du parti Bervely Williams dans sa fonction de sénatrice après que cette dernière ait boycotté le conseil national de l'UDP et suspecté d'avoir assisté à une réunion du « Caucus for Change », faction regroupant le représentant John Saldivar et l'ancien chef Faber,. Le 5 août, Williams demande la tenue d'une convention nationale mais la demande est rejetée par le président du parti Michael Peyrefitte. Cette situation amène à la création d'une faction au sein de l'UDP, l'Alliance pour la démocratie (AFD), mené par Tracy Panton, avec Faber, Saldivar et Williams,. La faction soumet une nouvelle pétition afin de destituer Barrow mais cette dernière est également rejetée, la direction du parti soutenant que la formation de l'AFD a pour conséquence la démission de Panton de l'UDP.
Le 20 octobre, l'AFD organise une convention nationale du parti, en élisant Panton comme cheffe du parti par intérim, cependant l'évènement n'est pas reconnu par Moses Barrow qui considère que cette dernière ainsi que Faber ne sont plus membres de l'UDP.

## Système électoral

Carte des circonscriptions du Belize.

La Chambre des représentants est la chambre basse de l'Assemblée nationale, le parlement bicaméral du Belize. Elle est composée de 31 sièges pourvus pour cinq ans au scrutin uninominal majoritaire à un tour dans autant de circonscriptions électorales.

## Campagne

### Principaux partis en lice
| Parti | Parti                                                | Idéologie                                                                     | Tête de liste                            | Résultats en 2020 |
| ----- | ---------------------------------------------------- | ----------------------------------------------------------------------------- | ---------------------------------------- | ----------------- |
|       | Parti uni du peuple People's United Party (PUP)      | Centre à centre gauche Social-démocratie, démocratie chrétienne, nationalisme | Johnny Briceño                           | 59,60 % 26 sièges |
|       | Parti démocratique uni United Democratic Party (UDP) | Centre droit Conservatisme                                                    | Moses Barrow (contesté par Tracy Panton) | 38,34 % 5 sièges  |

### Déroulement
Le 11 février 2025, la date des élections législatives est annoncée pour le 12 mars suivant, après la demande du Premier ministre John Briceño, auprès de la gouverneure générale Froyla Tzalam, de dissoudre la Chambre des représentants.
Le 28 février 2025, la commission électorale annonce avoir reçu 90 candidatures pour les trente-et-un sièges à pourvoir. Neuf partis sont en lice, dont quarante-et-une candidatures du Parti démocratique uni (UDP), trente-et-une du Parti uni du peuple (PUP), sept du Mouvement bélizien pour la justice (BJM), quatre du Mouvement démocratique populaire (PDM), deux du Parti national populaire (PNP) et une du Parti pour le développement des opportunités générales (GODP). Enfin, quatre candidats se présentent comme indépendant. Dans les circonscription de Fort George et de Pickstock, les candidats du PUP sont déclarés élus par l'absence d'adversaire face à eux, une première dans l'histoire électorale du Belize,.
L'UDP reste divisé à l'approche du scrutin, si Moses Barrow demeure le chef de l'opposition et du parti officiellement, Tracy Panton revendique toujours cette position. Ce conflit amène à la présentation de plusieurs candidats du parti dans une même circonscription. Au total, 41 candidats sont désignés sous la bannière de l'UDP, mais avec une participation dans seulement 27 des 31 circonscriptions. Malgré cette multitude de candidatures, la commission électorale décide d'attribuer la couleur rouge sur le bulletin de vote à tous les candidats se présentant sous l'étiquette de l'UDP. Cette décision est contestée par Barrow, mais soutenue par Panton.

## Résultats
|                                    |                                                               |                                                               |         |       |      |        |               |  |
| Parti                              | Parti                                                         | Parti                                                         | Voix    | %     | +/-  | Sièges | +/-           |  |
|                                    | Parti uni du peuple (PUP)                                     | Parti uni du peuple (PUP)                                     | 85 096  | 67,91 | 8,31 | 26     | en stagnation |  |
|                                    |                                                               | UDP-Moses Barrow                                              | 23 739  | 18,95 | 8,55 | 2      | en stagnation |  |
|                                    | UDP-Tracy Panton                                              | 13 237                                                        | 10,56   | 3     | 8,55 |        | en stagnation |  |
|                                    | UDP-A. « Boots » Martinez                                     | 352                                                           | 0,28    | 0     | 8,55 |        | en stagnation |  |
| Total Parti démocratique uni (UDP) | Total Parti démocratique uni (UDP)                            | 37 328                                                        | 29,79   | 5     | 8,55 |        | en stagnation |  |
|                                    | Mouvement bélizien pour la justice (BJM)                      | Mouvement bélizien pour la justice (BJM)                      | 445     | 0,36  | Nv.  | 0      | en stagnation |  |
|                                    | Parti national populaire (PNP)                                | Parti national populaire (PNP)                                | 440     | 0,35  | Nv.  | 0      | en stagnation |  |
|                                    | Mouvement démocratique populaire (PDM)                        | Mouvement démocratique populaire (PDM)                        | 115     | 0,09  | Nv.  | 0      | en stagnation |  |
|                                    | Parti pour le développement des opportunités générales (GODP) | Parti pour le développement des opportunités générales (GODP) | 26      | 0,02  | Nv.  | 0      | en stagnation |  |
|                                    | Indépendants                                                  | Indépendants                                                  | 1 849   | 1,48  | 0,85 | 0      | en stagnation |  |
|                                    |                                                               |                                                               |         |       |      |        |               |  |
| Votes valides                      | Votes valides                                                 | Votes valides                                                 | 125 299 | 97,89 |      |        |               |  |
| Votes blancs et nuls               | Votes blancs et nuls                                          | Votes blancs et nuls                                          | 2 703   | 2,11  |      |        |               |  |
| Total                              | Total                                                         | Total                                                         | 128 002 | 100   | –    | 31     | en stagnation |  |
| Abstentions                        | Abstentions                                                   | Abstentions                                                   | 69 016  | 35,03 |      |        |               |  |
| Inscrits/Participation             | Inscrits/Participation                                        | Inscrits/Participation                                        | 197 018 | 64,97 |      |        |               |  |

## Analyse et conséquences
Le scrutin est marqué par un taux de participation de 64,97 %, soit une baisse de 12 points par rapport aux élections de 2020, mais également le taux le plus bas depuis l'indépendance du pays en 1981. Cette faible participation est expliquée notamment par le découragement des électeurs qui estiment que leur vote n'aura pas d'impact, surtout dans le contexte de la division du Parti démocratique uni (UDP), le principal parti d'opposition.
Les résultats amènent sans surprise à une large victoire du Parti uni du peuple (PUP) mené par le Premier ministre sortant, Johnny Briceño. Le PUP conserve sa majorité absolue de 26 sièges sans l'accroître et progresse de près de 12 % par rapport aux élections de 2020, en atteignant 67,9 % des suffrages. Le 13 mars, Johnny Briceño est reconduit dans ses fonctions de Premier ministre, par la gouverneure générale Froyla Tzalam.
Divisé en plusieurs factions, l'UDP remporte un total de cinq sièges. La faction menée par Tracy Panton remporte trois sièges, contre deux pour celle du chef de l'opposition Moses Barrow. Ce dernier échoue dans sa circonscription de Mesopotamia face à Lee Mark Chang, candidat soutenu par la faction de Panton. Il reconnaît sa défaite le soir même et fait part de son intention de démissionner en tant que chef de l'UDP,. La défaite de Barrow permet à Tracy Panton — réélue dans sa circonscription d'Albert — de prêter serment le 14 mars comme nouvelle cheffe de l'opposition soutenue par les quatre autres représentants de l'UDP, devenant la première femme à occuper cette fonction,.